# ランダムハウス講談社新人賞
ランダムハウス講談社新人賞（ランダムハウスこうだんしゃしんじんしょう）は、ランダムハウス講談社（のちの武田ランダムハウスジャパン）が主催していた公募の新人文学賞。
受賞作は日本だけではなく、英訳されてアメリカでも出版されることが約束されているという特色のある新人賞だった。

## 受賞作リスト
作品はランダムハウス講談社より四六判で刊行された。
第1回（2007年）
- 受賞 望月飛鳥『回転する熱帯』（2007年11月、ISBN 978-4-270-00278-0）
  - 英訳 Aska Mochizuki "Spinning Tropics" （2009年12月、出版：Vintage、ISBN 978-0307473691）
- 優秀賞 小島てるみ『ヘルマフロディテの体温』（2008年4月、ISBN 978-4-270-00318-3） - 小池真理子推薦
- 優秀賞 葉村亮介『三色パンダは今日も不機嫌』（2008年3月、ISBN 978-4-270-00320-6） - 高橋源一郎・大森望推薦

第2回（2008年）
- 受賞 一村征吾『マジックランタンサーカス』（2009年1月、ISBN 978-4-270-00453-1） - 村上龍推薦
- 優秀賞 桃江メロン『表参道 EXIT A4』（2009年7月、ISBN 978-4-270-00517-0） - 阿川佐和子推薦